# Covilhã
Covilhã [kuviˈʎɐ̃] ist eine Stadt (Cidade) in Portugal, am südlichen Rand des Naturparks der Serra da Estrela. In der administrativen Gliederung Portugals ist Covilhã Sitz des gleichnamigen Kreises im Distrikt Castelo Branco, in der Subregion Cova da Beira. Auf einer Fläche von 555,6 km² lebten am 19. April 2021 46.455 Einwohner im Kreis, die Bevölkerungsdichte betrug somit 83,6 Einw./km².

Blick über Covilhã aus der Luft

## Geschichte
Die Entstehung der Stadt Covilhã geht zurück auf eine prähistorische Siedlung der Castrokultur, die vermutlich als Unterschlupf lusitanischer Schäfer entstand. Die seit dem 2. Jahrhundert v. Chr. einfallenden Römer unterwarfen und romanisierten die Siedlung.
König D. Dinis ließ den Ort 1186 mit neuen Stadtmauern befestigen und gab ihm erste Stadtrechte. Covilhã blieb ein bedeutender Produktionsort für Wolle und Stoffe, und seine Bevölkerung wuchs. 
Seit dem 12. Jahrhundert gab es eine jüdische Gemeinde, im 15. Jh. die größte und bedeutendste in der Region Beira. Berühmte Juden oder Marranen stammen von hier: der Kosmograph José Vizinho, Rui Faleiro, Francisco Faleiro, Pêro da Covilhã und João Ramalho. Das alte jüdische Viertel befand sich innerhalb der Stadt mit der Synagoge vermutlich an der heutigen Rua das Flores. Die heutige Synagoge entstand 1929.
Im Zuge der Portugiesischen Entdeckungsfahrten ab 1415 waren die Steuereinnahmen und Produkte des Ortes von Bedeutung, und auch eine Vielzahl hiesiger Männer wurden für die Expansionsfahrten rekrutiert. Namen wie Pêro da Covilhã oder der Kartograph Rui Faleiro waren maßgeblich an diesen Fahrten beteiligt.
Seine Bedeutung für die Wollstoffherstellung blieb durch die Jahrhunderte ein wesentlicher Faktor des Ortes. Zu nennen sind hier die 1681 gegründete Fabrik-Schule des Grafen von Ericeira, und die 1763 geschaffene Real Fábrica dos Panos (port. für: Königliche Fabrik für Stoffe). Ihre Gründung ordnete der absolutistisch-merkantilistischen Premierminister Sebastião José de Carvalho e Melo an, der unter seinem ab 1769 geführten Adelstitel „Marquês de Pombal“ bekannt wurde. Das Gebäude der Real Fábrica dos Panos dient heute als Verwaltungssitz der Universität. Das darin eingerichtete Wollmuseum Museu de Lanifícios wird zu den bedeutendsten seiner Art in Europa gezählt.
1870 wurde die bisherige Kleinstadt (Vila) zur Stadt (Cidade) erhoben. Seit der Gründung der Universität Beira Interior im Jahr 1979 ist Covilhã zudem eine Universitätsstadt.
Die nahegelegene Talsperre Cova do Viriato wurde 1982 in Betrieb genommen, die Talsperre Covão do Ferro 1956.

## Verwaltung

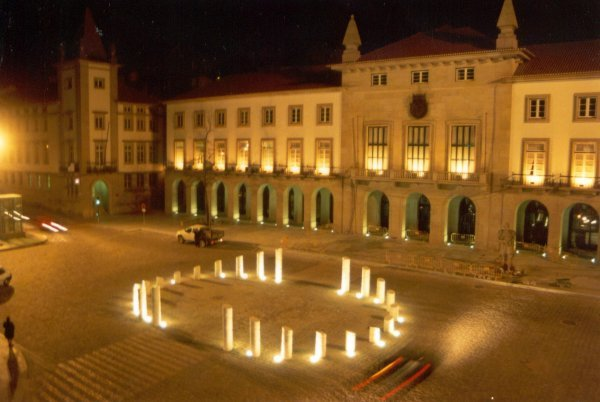
Das nächtlich erleuchtete Rathaus

### Kreis Covilhã
Die Nachbarkreise Covilhãs sind (im Uhrzeigersinn im Norden beginnend): Seia, Manteigas, Guarda, Belmonte, Fundão, Pampilhosa da Serra sowie Arganil.
Mit der Gebietsreform im September 2013 wurden mehrere Gemeinden zu neuen Gemeinden zusammengefasst, sodass sich die Zahl der Gemeinden von zuvor 31 auf 21 verringerte.
Die folgenden Gemeinden (Freguesias) liegen im Kreis Covilhã:

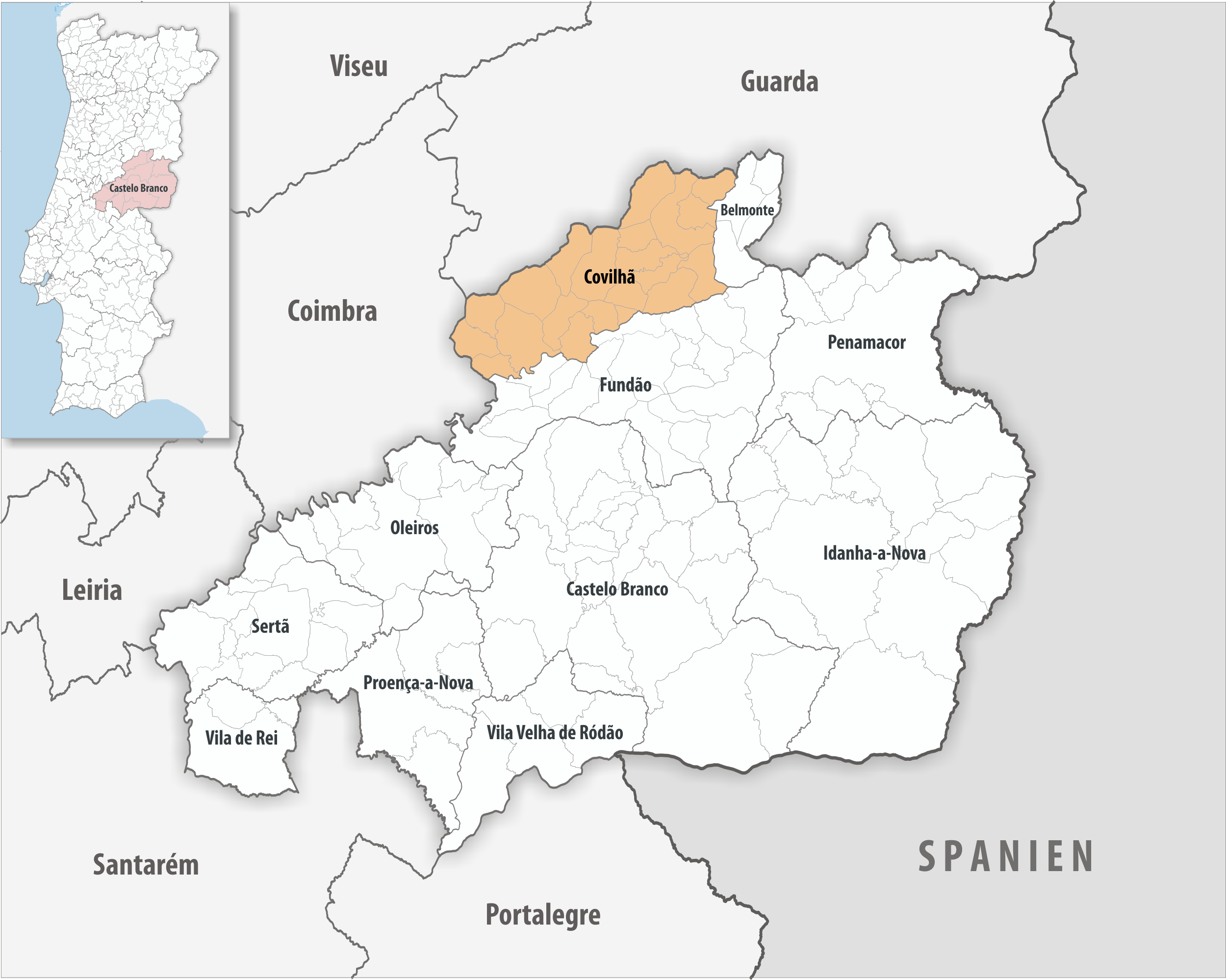
Kreis Covilhã

| Gemeinde                         | Einwohner (2021) | Fläche km² | Dichte Einw./km² | LAU- Code |
| -------------------------------- | ---------------- | ---------- | ---------------- | --------- |
| Aldeia de São Francisco de Assis | 489              | 16,08      | 30               | 050302    |
| Barco e Coutada                  | 723              | 24,03      | 30               | 050332    |
| Boidobra                         | 3.167            | 16,26      | 195              | 050305    |
| Cantar-Galo e Vila do Carvalho   | 3.212            | 15,80      | 203              | 050333    |
| Casegas e Ourondo                | 598              | 48,25      | 12               | 050334    |
| Cortes do Meio                   | 746              | 47,40      | 16               | 050308    |
| Covilhã e Canhoso                | 18.220           | 25,95      | 702              | 050335    |
| Dominguizo                       | 1.018            | 4,95       | 206              | 050309    |
| Erada                            | 575              | 43,40      | 13               | 050310    |
| Ferro                            | 1.554            | 30,76      | 51               | 050311    |
| Orjais                           | 663              | 18,90      | 35               | 050312    |
| Paul                             | 1.363            | 23,99      | 57               | 050314    |
| Peraboa                          | 817              | 27,20      | 30               | 050315    |
| Peso e Vales do Rio              | 1.256            | 15,89      | 79               | 050336    |
| São Jorge da Beira               | 504              | 23,05      | 22               | 050318    |
| Sobral de São Miguel             | 294              | 23,94      | 12               | 050322    |
| Teixoso e Sarzedo                | 3.876            | 46,69      | 83               | 050337    |
| Tortosendo                       | 5.216            | 17,75      | 294              | 050324    |
| Unhais da Serra                  | 1.048            | 29,93      | 35               | 050325    |
| Vale Formoso e Aldeia do Souto   | 616              | 18,90      | 33               | 050338    |
| Verdelhos                        | 500              | 36,49      | 14               | 050327    |
| Kreis Covilhã                    | 46.455           | 555,61     | 84               | 0503      |

### Bevölkerungsentwicklung
| Einwohnerzahl im Kreis Covilhã (1801–2011) | Einwohnerzahl im Kreis Covilhã (1801–2011) | Einwohnerzahl im Kreis Covilhã (1801–2011) | Einwohnerzahl im Kreis Covilhã (1801–2011) | Einwohnerzahl im Kreis Covilhã (1801–2011) | Einwohnerzahl im Kreis Covilhã (1801–2011) | Einwohnerzahl im Kreis Covilhã (1801–2011) | Einwohnerzahl im Kreis Covilhã (1801–2011) | Einwohnerzahl im Kreis Covilhã (1801–2011) |
| ------------------------------------------ | ------------------------------------------ | ------------------------------------------ | ------------------------------------------ | ------------------------------------------ | ------------------------------------------ | ------------------------------------------ | ------------------------------------------ | ------------------------------------------ |
| 1801                                       | 1849                                       | 1900                                       | 1930                                       | 1960                                       | 1981                                       | 1991                                       | 2001                                       | 2011                                       |
| 21.293                                     | 22.078                                     | 44.427                                     | 49.934                                     | 72.957                                     | 60.945                                     | 53.999                                     | 54.505                                     | 51.797                                     |

### Kommunaler Feiertag
- 20. Oktober

### Städtepartnerschaften
- Santarém (Portugal, seit 1992)
- Berstett (Frankreich, seit 1999)
- Oeiras (Portugal, seit 2000)
- Roubaix (Frankreich, seit 2000)
- Praia (Kap Verde, seit 2008)
- Madalena (Azoren)
- Laleia (Osttimor)[7]
- Trelew (Argentinien)
- Blumenau (Brasilien, in Anbahnung)[8]

## Sport

### Motorsport
Covilhã ist Startpunkt des früher zur Europa-Bergmeisterschaft zählenden Bergrennens Rampa Internacional Serra da Estrela. Das Rennen wird weiter ausgetragen und bei dem Prädikat FIA International Hill Climb Cup gewertet.

### Fußball
Der Ort beheimatet den Fußballverein Sporting Clube da Covilhã, der zuletzt (Saison 2013/14) in der Zweiten Portugiesischen Liga spielte. Nachdem er seine Heimspiele lange Jahre im Stadion Estádio José Santos Pinto austrug, empfängt er seine Gäste heute im 3.000 Plätze fassenden Complexo Desportivo da Covilhã.
Der Grupo Desportivo Covilhanenses und der in der Gemeinde Unhais da Serra beheimatete Futebol Clube Estrela de Unhais da Serra sind zwei weitere der zahlreichen Fußballvereine im Kreis.

### Wintersport
Covilhã richtet regelmäßig Turniere aus, insbesondere das Freestyle-Snowboard-Turnier Snowboard Urban Festival, das Teil der Europameisterschaftswertung und Olympiaqualifikation ist.

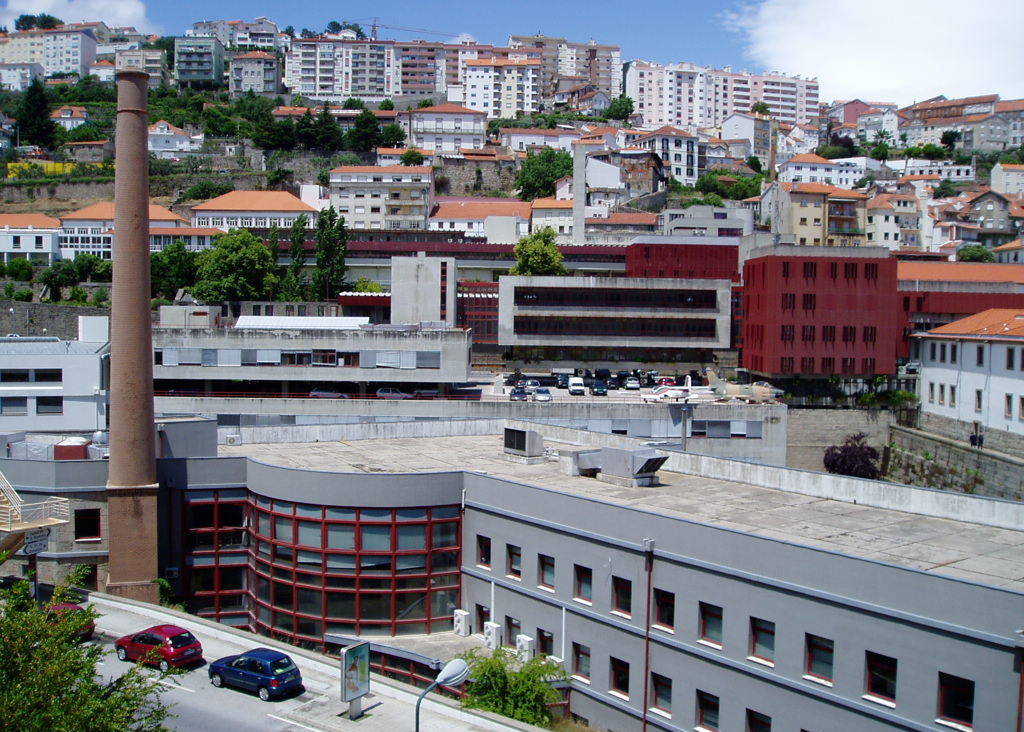
Das Hauptgebäude der Universität (mit der historischen Fabrik), in der Innenstadt Covilhãs

## Wirtschaft
Die Textilindustrie hat traditionell einen hohen Stellenwert in der lokalen Wirtschaft. Auch Erze werden im Kreis abgebaut. Die Minen Minas da Panasqueira, deren Hauptabbaufront heute im Ort Barroca Grande (Gemeinde Aldeia de São Francisco de Assis) liegt, zählen zu den fünf bedeutendsten Wolfram-Vorkommen der Welt. So lieferte das Salazar-Regime im Zweiten Weltkrieg das kriegswichtige Schwermetall auch an Nazi-Deutschland.
Der Fremdenverkehr hat an Bedeutung gewonnen, insbesondere als landesweit bekanntes Zentrum des Wintersports. Käse und Wurst aus Covilhã sind überregional bekannte Spezialitäten.
Neben der Universität sind hier, als regionales Oberzentrum, zudem Verwaltung und Handel als Faktoren zu nennen, darunter das 2005 eröffnete Shopping Center Serra Shopping der Sonae-Gruppe.

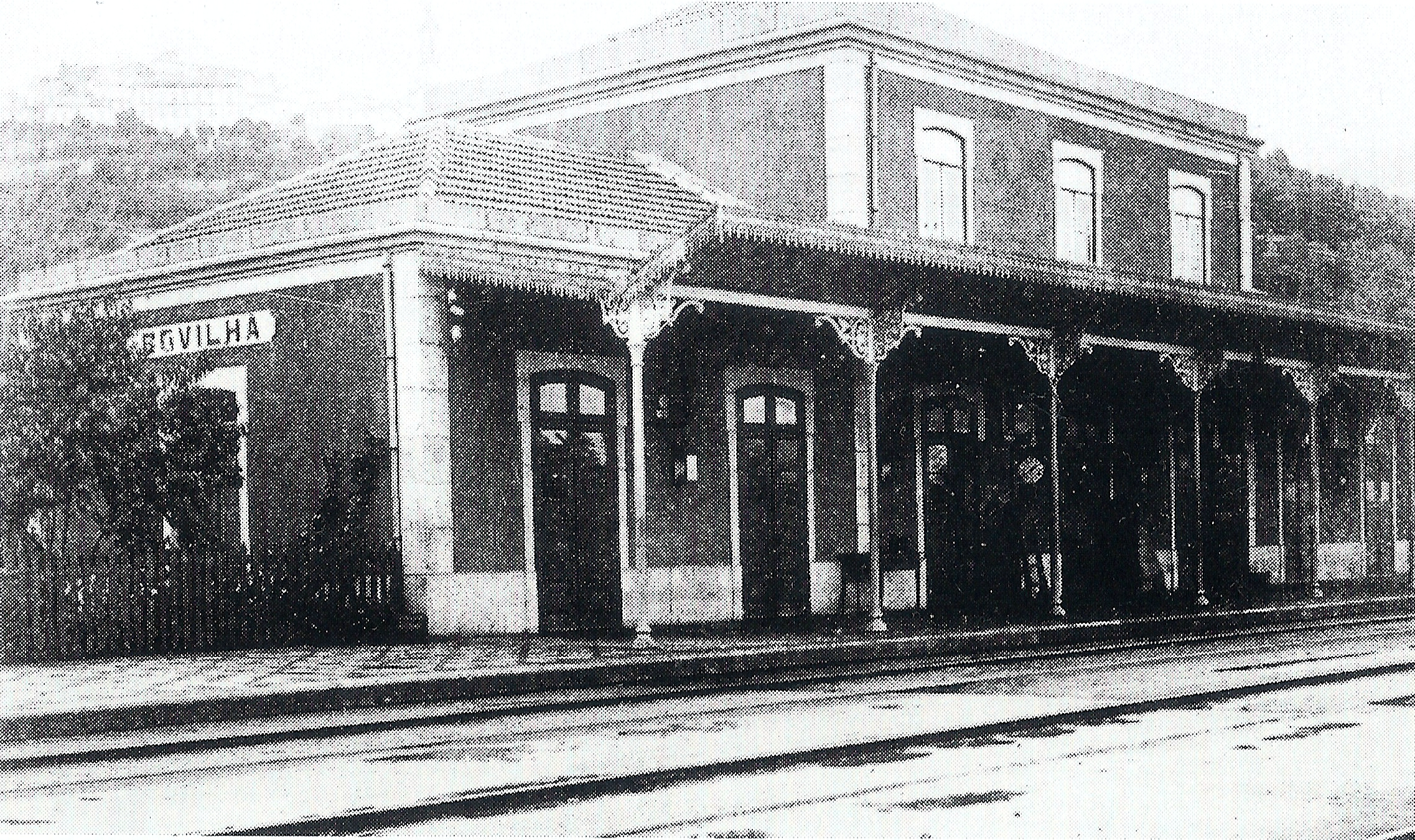
Der Bahnhof (um 1910)

## Verkehr
Mit seinem Bahnhof an der Eisenbahnstrecke Linha da Beira Baixa ist Covilhã in das landesweite Bahnnetz integriert. Mit seinen Anschlussstellen an die Autobahn A23 ist die Stadt zudem an das Autobahnnetz des Landes angeschlossen.
Covilhã ist in das landesweite Busnetz der Rede Expressos eingebunden.
Der Flughafen Covilhã wird von Privat- und Sportmaschinen genutzt.
Der Öffentliche Personennahverkehr wird durch die städtischen Transportes Urbanos da Covilhã sichergestellt, die in Zusammenarbeit mit privaten Busunternehmen (in öffentlicher Konzession) Buslinien unter dem Namen Covibus betreiben. Zu den innerörtlichen Linien N1, N2 und N3 kommen eine Vielzahl weiterer Linien, die die Ortschaften des Kreises verbinden.

## Söhne und Töchter der Stadt

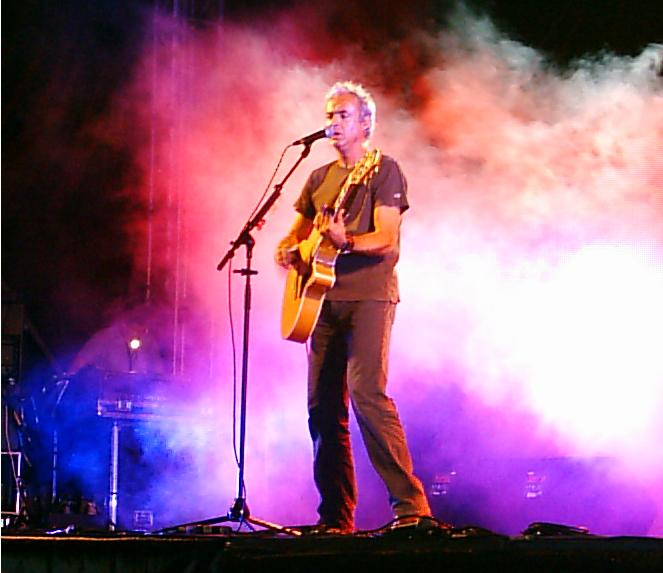
João Gil live (2005)

- José Vizinho (15. Jh.), jüdischer Arzt, Physiker und Mathematiker
- Rui Faleiro (15. Jh.), Astronom und Kartograph
- Pêro da Covilhã (1450–1530), portugiesischer Diplomat und Forscher, in Covilhã geboren
- Mateus Fernandes der Ältere († 1515), Architekt
- Heitor Pinto (1528–1584), Philosoph, katholischer Theologe und geistlicher Schriftsteller
- Diego Secco (um 1575–1623), Jesuitengeistlicher
- Francisco Tavares de Almeida Proença (1798–1872), Politiker, Minister
- António Plácido da Costa (1848–1916), Arzt und Mikrobiologe
- Manuel Damasceno da Costa (1867–1922), Bischof von Angra do Heroísmo (Azoren)
- José do Patrocínio Dias (1884–1965), Militär, Bischof von Beja
- Eduardo Malta (1900–1967), Maler
- José Marmelo e Silva (1911–1991), Schriftsteller
- José dos Santos Garcia (1913–2010), römisch-katholischer Bischof von Porto Amélia
- José Carlos Loureiro (* 1925), Architekt
- António Alçada Baptista (1927–2008), Jurist und Schriftsteller
- Ernesto Manuel Geraldes de Melo e Castro (* 1932), Ingenieur, Textildesigner, experimenteller Lyriker, Autor
- João Malaca Casteleiro (* 1936), Sprachwissenschaftler
- Pedro Roseta (* 1943), Jurist und Politiker, ab 2002 Kulturminister im Kabinett Durão Barroso
- Rui Mateus (* 1944), Politiker, Mitbegründer des Partido Socialista
- Margarida Gil (* 1950), Filmregisseurin
- José Bogalheiro (* 1950), Regisseur, Hochschullehrer an der Escola Superior de Teatro e Cinema
- João Gil (* 1955), Musiker, Mitbegründer der Gruppe Trovante
- José Sócrates (* 1957), von 2005 bis 2011 Ministerpräsident Portugals, ist in Covilhã aufgewachsen
- Eugénia Melo e Castro (* 1958), Sängerin und Komponistin, Tochter des Ernesto Manuel Geraldes de Melo e Castro
- José Luís Arnaut (* 1963), Jurist und Politiker, mehrmaliger Minister
- Pedro Miguel Paiva (* 1973), Fernsehproduzent
- Carlos Xistra (* 1974), internationaler Fußballschiedsrichter
- Paula Salgado (* 1975), Biochemikerin
- Pedro Taborda (* 1978), portugiesischer Fußballspieler
- Miguel Gonçalves Mendes (* 1978), Filmregisseur
- Bruno Borralhinho (* 1982), Violoncellist
- João Daniel Mendes Real (* 1983), Fußballspieler
- Luís Campos (* 1985), Filmregisseur und Produzent
- Nuno Miguel Prata Coelho (* 1987), Fußballspieler
- Samuel Barata (* 1993), Leichtathlet
- Manuel Ramos (* 2002), Skirennläufer